# Автодорога М7 (Армения)
М7 (арм. Մ7) — автомобильная дорога в Армении, проходящая от турецко-армянской границы до Еревана через Армавирскую область. Важнейший участок дорожной сети Армении.

## Описание
М7 классифицируется как межгосударственная автодорога — соединяющая дорожную сеть Армении с дорожной сетью другого государства и обеспечивающая передвижение по автодорогам в другую страну. Протяжённость дороги — 57 км. Находится в западной части страны, начинается в Спитаке (М3), проходит через Гюмри (М1) и заканчивается в Ахурике. Участок дороги, ведущий к турецкой границе, где дорога фактически соединяется с турецкой D060, ведущей к местечку Акьяка, закрыт с 1993 года.